# Threticus optabilis
Threticus optabilis är en tvåvingeart som beskrevs av Krek 1971. Threticus optabilis ingår i släktet Threticus och familjen fjärilsmyggor. Inga underarter finns listade i Catalogue of Life.